# Danh sách trường trung học phổ thông tại Nam Định
Danh sách trường Trung học phổ thông tại tỉnh Nam Định là danh sách bao gồm các trường học có đào tạo cấp trung học phổ thông trên địa bàn tỉnh Nam Định ở miền Bắc Việt Nam. Các trường này bao gồm đa dạng các loại hình công lập, dân lập và trường tư thục. Trong đó có những trường có chất lượng giáo dục và tầm ảnh hưởng thuộc top đầu của cả nước, là nơi sản sinh ra không ít những nhân vật nổi tiếng trong lịch sử Việt Nam trên nhiều phương diện.

## Tổng quan
Từ xưa, vùng đất Thiên Trường - Nam Định đã được mệnh danh là "đất học", là địa phương có truyền thống hiếu học bậc nhất của cả nước. Trên mảnh đất khoa cử này, việc học hành được nhân dân coi trọng, không chỉ là đạo lý “tôn sư trọng đạo” thông thường, mà trở thành phong cách sống, phạm trù đạo đức để mỗi người, gia đình, dòng họ, làng xã noi theo. Từ những trạng nguyên Nguyễn Hiền, Lương Thế Vinh,...thời phong kiến đến những nhà chính trị như Trường Chinh, Lê Đức Thọ,...thời hiện đại - những người con ưu tú của mảnh đất Nam Định đã làm rạng danh quê hương. Truyền thống hiếu học đó còn được thể hiện trực tiếp qua việc Nam Định luôn đứng đầu trên bảng xếp hạng 63 tỉnh thành về điểm thi trung học phổ thông quốc gia trung bình nhiều năm liên tiếp; cùng với đó là rất nhiều những huy chương, giải thưởng danh giá trong nước và quốc tế của nhiều thế hệ học sinh và giáo viên tại các trường trung học phổ thông trên toàn tỉnh
Cũng giống như hầu hết các địa phương, trên địa bàn tỉnh Nam Định tồn tại 2 loại hình trường học, đó là trường công lập và ngoài công lập :

#### Các trường công lập
Đây là loại hình trường học do Nhà nước, Trung ương hay cấp Địa phương đứng ra đầu tư về kinh tế. Các khoản kinh phi và cơ sở vật chất đều hoạt động chủ yếu từ kinh phí công. Tức là các nguồn tài chính công hoặc các khoản đóng góp phi vụ lợi.

#### Các trường ngoài công lập
Các trường ngoài công lập bao gồm 2 loại hình:
- Trường dân lập: do cộng đồng dân cư ở cơ sở thành lập, đầu tư xây dựng cơ sở vật chất và bảo đảm kinh phí hoạt động.
- Trường tư thục: do các tổ chức xã hội, tổ chức xã hội - nghề nghiệp, tổ chức kinh tế, nhà đầu tư trong nước - ngoài nước hoặc cá nhân thành lập, đầu tư xây dựng cơ sở vật chất và bảo đảm kinh phí hoạt động bằng vốn ngoài ngân sách nhà nước.

## Danh sách
Danh sách tất cả các trường đào tạo cấp trung học phổ thông trên địa bàn tỉnh Nam Định:
| Màu | Ý nghĩa                                                 |
| --- | ------------------------------------------------------- |
|     | Trường chuyên, trường trọng điểm Quốc gia               |
|     | Các trường nổi bật trong khu vực, có thành tích đáng kể |
|     | Các trường còn lại                                      |

| STT                | Tên chính thức                                   | Địa chỉ                                                                                | Thành lập          | Loại hình          | Ghi chú | Thành tích nổi bật | Website                                                         |
| Thành phố Nam Định | Thành phố Nam Định                               | Thành phố Nam Định                                                                     | Thành phố Nam Định | Thành phố Nam Định | Thành phố Nam Định | Thành phố Nam Định | Thành phố Nam Định                                              |
| ------------------ | ------------------------------------------------ | -------------------------------------------------------------------------------------- | ------------------ | ------------------ | --- | --- | --------------------------------------------------------------- |
| 01                 | Trường THPT Chuyên Lê Hồng Phong                 | 76 Vị Xuyên, phường Vị Xuyên, thành phố Nam Định                                       | 1920               | Công lập           | Thành lập theo nghị quyết số 2455 của Toàn quyền Đông Dương, ban đầu có tên gọi là Trường Thành Chung Nam Định, là một trong những trường THPT lâu đời và nhiều thành tích nhất Việt Nam. Nhiều nhân vật nổi tiếng trong lịch sử như Trường Chinh, Lê Đức Thọ, Nguyễn Tuân, Nam Cao,....từng học tại đây. | - Huân chương Lao động hạng Nhất (1981,1993) - Huân chương Độc lập hạng Nhất (2004, 2012) - Cờ thi đua xuất sắc của Tổng LĐLĐ Việt Nam (1998) - Nhà nước tặng danh hiệu "Anh hùng Lao động trong thời kỳ đổi mới" (2000) | CLHP - Link                                                     |
| 02                 | Trường THPT Nguyễn Khuyến                        | 40 Nguyễn Du, phường Nguyễn Du, thành phố Nam Định                                     | 1924               | Công lập           | Thời Pháp thuộc vốn có tên là Trường Saint Thomas, đây là ngôi trường hiếm hoi tại Việt Nam được xây dựng theo kiến trúc Gothique. | - Huân chương Lao động hạng Nhất (2014) - Cờ Công đoàn trường vững mạnh, xuất sắc của Tổng LĐLĐ Việt Nam (2013, 2016) - Cờ đơn vị dẫn đầu phong trào thi đua của Thủ tướng Chính phủ (2013)                              | NK - Link Lưu trữ ngày 16 tháng 1 năm 2022 tại Wayback Machine  |
| 03                 | Trường THPT Trần Hưng Đạo                        | Số 1 đường Tức Mặc, phường Lộc Vượng, thành phố Nam Định                               | 1966               | Công lập           | Tiền thân là Trường cấp III Mỹ Lộc, sau khi điều chỉnh địa giới Tp. Nam Định, trường được đổi tên thành Trường THPT Trần Hưng Đạo như ngày nay. Đây là ngôi trường thuộc top đầu của tỉnh về chất lượng giáo dục, đồng thời có số lượng giáo viên và học sinh lớn thứ 3 toàn tỉnh.                        | - Huân chương Lao động hạng Nhất (2000) - Cờ Công đoàn trường vững mạnh, xuất sắc của Tổng LĐLĐ Việt Nam (2005) - Bằng khen của Thủ tướng Chính phủ (2006)                                                               | THĐ - Link Lưu trữ ngày 16 tháng 1 năm 2022 tại Wayback Machine |
| 04                 | Trường THPT Ngô Quyền                            | 341 Trần Huy Liệu, phường Văn Miếu, thành phố Nam Định                                 | 1971               | Công lập           | Tiền thân là Trường cấp III Công nghiệp, ban đầu được thành lập để đáp ứng nhu cầu học tập của con em các công nhân nhà máy dệt và vùng lân cận. Đến năm 1991, đổi tên thành Trường THPT Ngô Quyền. | - Huân chương Lao động hạng Ba (2001) - Bằng khen của Thủ tướng chính phủ (2000, 2011) - Bằng khen của Bộ GD&ĐT (1995, 2011, 2016)                                                                                       | NQ - Link Lưu trữ ngày 16 tháng 1 năm 2022 tại Wayback Machine  |
| 05                 | Trường THPT Nguyễn Huệ                           | Khu liên hợp dệt Nam Định, số 39 Nguyễn Văn Trỗi, phường Năng Tĩnh, thành phố Nam Định | 1976               | Công lập           | Năm 1976 UBND tỉnh Nam Định quyết định thành lập Trường cấp III vừa học vừa làm tại khu liên hợp dệt Nam Định, sau này được gọi là Trường cấp III Liên hợp Dệt. Từ năm 1995, trường đổi tên thành Trường THPT Nguyễn Huệ.                                                                                 | - Huân chương Lao động hạng Ba (1998) - Bằng khen của Thủ tướng chính phủ (1999) - Bằng khen của Bộ GD&ĐT (1991, 1997, 2000, 2007)                                                                                       | NH - Link Lưu trữ ngày 16 tháng 1 năm 2022 tại Wayback Machine  |
| 06                 | Trường THPT Nguyễn Công Trứ                      | Số 1 Bến Ngự, phường Phan Đình Phùng, thành phố Nam Định                               | 1988               | Tư thục            | Từng là ngôi trường dân lập đầu tiên tại tỉnh Nam Định, đến năm 2012 trường chuyển sang hình thức tư thục. Đây cũng là trường liên cấp đầu tiên của tỉnh Nam Định với 3 cấp học (TH, THCS, THPT) kể từ năm 2015.                                                                                          | - Cờ thi đua của Bộ GD&ĐT (2017) - Danh hiệu "Tập thể lao động tiên tiến" công nhận bởi Sở GD&ĐT Nam Định (2016) | NCT - Link Lưu trữ ngày 24 tháng 1 năm 2022 tại Wayback Machine |
| 07                 | Trường THPT Trần Quang Khải                      | 176 Phan Đình Phùng,phường Phan Đình Phùng, thành phố Nam Định                         |                    | Dân lập            | [ 7 ] | Chưa có thông tin | TQK - Link Lưu trữ ngày 18 tháng 1 năm 2022 tại Wayback Machine |
| 08                 | Trường THPT Dân lập Trần Nhật Duật               | Ngõ 253 đường Hưng Yên, phường Lộc Vượng, thành phố Nam Định                           | 2000               | Dân lập            | [ 8 ] | Chưa có thông tin | TND - Link Lưu trữ ngày 17 tháng 1 năm 2022 tại Wayback Machine |
| 09                 | Trường THPT Trần Văn Lan                         | Đường Trần Thái Tông, xã Mỹ Trung, thành phố Nam Định                                  | 1999               | Công lập           | Trường mang tên Trần Văn Lan – nhà hoạt động cách mạng ưu tú của Đảng, của nhân dân Nam Định nói chung và huyện Mỹ Lộc nói riêng. | - Bằng khen của UBND tỉnh Nam Định (2018) | TVL - Link Lưu trữ ngày 17 tháng 1 năm 2022 tại Wayback Machine |
| 10                 | Trường THPT Mỹ Lộc                               | phường Hưng Lộc, thành phố Nam Định                                                    | 1972               | Công lập           | Tiền thân là Trường cấp III thành phố Nam Định. Sau khi thành lập tỉnh Hà Nam Ninh, trường được mang tên Trường PTTH Bình Lục C. Đến năm 1997, trường đổi tên lại như ngày nay. | Chưa có thông tin | ML - Link Lưu trữ ngày 18 tháng 1 năm 2022 tại Wayback Machine  |
| Huyện Vụ Bản       |                                                  |                                                                                        |                    |                    | | |                                                                 |
| 11                 | Trường THPT Lương Thế Vinh                       | Thị trấn Gôi, huyện Vụ Bản                                                             | 1973               | Công lập           | [ 11 ] | Chưa có thông tin | LTV - Link Lưu trữ ngày 17 tháng 1 năm 2022 tại Wayback Machine |
| 12                 | Trường THPT Hoàng Văn Thụ                        | Xóm Phố, xã Trung Thành, huyện Vụ Bản                                                  | 1964               | Công lập           | Ban đầu trường có địa điểm tại bờ hồ Vị Xuyên (Tp. Nam Định), năm 1965 giặc Mỹ tấn công phá hoại thành phố, trường được sơ tán về huyện Vụ Bản. | - Huân chương Lao động hạng Ba - 01 bằng khen của Thủ tướng chính phủ - 06 bằng khen của Bộ GD&ĐT | HVT - Link Lưu trữ ngày 18 tháng 1 năm 2022 tại Wayback Machine |
| 13                 | Trường THPT Hùng Vương                           | Thôn An Cự, xã Đại An, huyện Vụ Bản                                                    |                    | Dân lập            | | Chưa có thông tin | HV - Link                                                       |
| 14                 | Trường THPT Nguyễn Đức Thuận                     | Xã Thành Lợi, huyện Vụ Bản                                                             | 2006               | Công lập           | Được thành lập trên cơ sở phân hiệu 2 của trường THPT Lương Thế Vinh. | Chưa có thông tin | NĐT - Link Lưu trữ ngày 18 tháng 1 năm 2022 tại Wayback Machine |
| 15                 | Trường THPT Nguyễn Bính                          | Xã Hiển Khánh, huyện Vụ Bản                                                            | 2004               | Công lập           | Được thành lập trên cơ sở chia tách từ trường THPT Hoàng Văn Thụ vào năm 2004. | Chưa có thông tin | NB - Link Lưu trữ ngày 18 tháng 1 năm 2022 tại Wayback Machine  |
| Huyện Ý Yên        |                                                  |                                                                                        |                    |                    | | |                                                                 |
| 16                 | Trường THPT Tống Văn Trân                        | Phố Cháy, thị trấn Lâm, huyện Ý Yên                                                    | 1961               | Công lập           | Tiền thân là Trường cấp III Ý Yên; năm 1995 trường mang tên nhà giáo, nhà yêu nước, vị tiền bối cách mạng của nước nhà nói chung và của huyện Ý Yên nói riêng - Tống Văn Trân. Đây cũng là ngôi trường luôn nằm trong top 5 về chất lượng giáo dục của tỉnh.                                              | - Huân chương lao động hạng Nhất (2014) - Cờ thi đua của Thủ tướng chính phủ - Bằng khen của Bộ GD&ĐT | TVT - Link Lưu trữ ngày 17 tháng 1 năm 2022 tại Wayback Machine |
| 17                 | Trường THPT Phạm Văn Nghị                        | Xã Yên Cường, huyện Ý Yên                                                              | 1976               | Công lập           | Ban đầu trường mang tên Trường PTTH Ý Yên B. Năm 1994, để tưởng niệm 110 năm ngày mất nhà giáo, nhà thơ, nhà yêu nước Hoàng Giáp Tam Đăng Phạm Văn Nghị - một người con ưu tú của quê hương Ý Yên, trường đổi tên thành Trường THPT Phạm Văn Nghị.                                                        | Chưa có thông tin | PVN - Link                                                      |
| 18                 | Trường THPT Mỹ Tho                               | Đội 9, xã Yên Chính, huyện Ý Yên                                                       | 1968               | Công lập           | Trường mang tên Mỹ Tho, là địa phương miền Nam kết nghĩa với tỉnh Nam Định. | - Bằng khen của Thủ tướng chính phủ (2019) - Bằng khen của UBND tỉnh Nam Định (2017, 2019) | MT - Link Lưu trữ ngày 18 tháng 1 năm 2022 tại Wayback Machine  |
| 19                 | Trường THPT Ý Yên                                | Xã Yên Xá, huyện Ý Yên                                                                 | 1998               | Tư thục            | Trường ban đầu có tên gọi là Trường Dân lập Ý Yên, đến năm 2012 đổi sang hình thức Tư thục. | Chưa có thông tin |                                                                 |
| 20                 | Trường THPT Đại An                               | Xã Yên Đồng, huyện Ý Yên                                                               | 2007               | Công lập           | Được thành lập trên cơ sở phân hiệu 2 của trường THPT Phạm Văn Nghị. | Chưa có thông tin | ĐA - Link Lưu trữ ngày 29 tháng 3 năm 2022 tại Wayback Machine  |
| 21                 | Trường THPT Đỗ Huy Liêu                          | Thôn Trại Đường, xã Yên Thắng, huyện Ý Yên                                             |                    | Công lập           | | Chưa có thông tin | ĐHL - Link Lưu trữ ngày 26 tháng 1 năm 2022 tại Wayback Machine |
| 22                 | Trường THPT Lý Nhân Tông                         | Thôn Thanh Nê, xã Yên Lợi, huyện Ý Yên                                                 | 2011               | Công lập           | Được thành lập trên cơ sở phân hiệu 2 của trường THPT Mỹ Tho, là ngôi trường THPT có tuổi đời trẻ nhất trên địa bàn tỉnh. | - Bằng khen của Bộ GD&ĐT (2021) | LNT - Link Lưu trữ ngày 18 tháng 1 năm 2022 tại Wayback Machine |
| Huyện Nam Trực     |                                                  |                                                                                        |                    |                    | | |                                                                 |
| 23                 | Trường THPT Lý Tự Trọng                          | Thôn Nội, xã Nam Thanh, huyện Nam Trực                                                 | 1959               | Công lập           | Trên cơ sở phân tách của Trường cấp III Nam Định (cũ), trường được thành lập và đóng tại Tp. Nam Định. Năm 1962, trường chuyển về huyện Nam Trực. | - Huân chương lao động hạng Nhất (2014) - Bằng khen của Thủ tướng chính phủ (1967, 1978) - Cờ thi đua của Thủ tướng chính phủ (2009, 2018)                                                                               | LTT - Link Lưu trữ ngày 18 tháng 1 năm 2022 tại Wayback Machine |
| 24                 | Trường THPT Nam Trực                             | Thị trấn Nam Giang, huyện Nam Trực                                                     | 1973               | Công lập           | Được thành lập trên cơ sở phân hiệu 2 của trường THPT Lý Tự Trọng, với tên ban đầu là Trường cấp III Nam Ninh. | - Bằng khen của Thủ tướng chính phủ (2002) | NT - Link Lưu trữ ngày 18 tháng 1 năm 2022 tại Wayback Machine  |
| 25                 | Trường THPT Nguyễn Du                            | Thôn Quần Lao, xã Nam Tiến, huyện Nam Trực                                             | 1976               | Công lập           | | Chưa có thông tin | ND - Link Lưu trữ ngày 19 tháng 1 năm 2022 tại Wayback Machine  |
| 26                 | Trường THPT Phan Bội Châu                        | Thôn Báo Đáp, xã Hồng Quang, huyện Nam Trực                                            |                    | Dân lập            | | Chưa có thông tin | PBC - Link Lưu trữ ngày 19 tháng 1 năm 2022 tại Wayback Machine |
| 27                 | Trường THPT Quang Trung                          | Xã Nam Hồng, huyện Nam Trực                                                            | 2006               | Tư thục            | Ngày 22/5/2012, Chủ tịch tỉnh Nam Định đổi tên trường THPT tư thục Quang Trung thành trường THPT Quang Trung. | - Bằng khen của Bộ GD&ĐT (2016) - Danh hiệu "Tập thể lao động xuất sắc" của UBND tỉnh Nam Định 5 năm liên tiếp | QT - Link Lưu trữ ngày 19 tháng 1 năm 2022 tại Wayback Machine  |
| 28                 | Trường THPT Trần Văn Bảo                         | Xã Điền Xá, huyện Nam Trực                                                             | 2007               | Công lập           | Được tách ra từ trường THPT Lý Tự Trọng. | - Danh hiệu "Tập thể lao động tiên tiến" (2016-2020) | TVB - Link Lưu trữ ngày 19 tháng 1 năm 2022 tại Wayback Machine |
| Huyện Trực Ninh    |                                                  |                                                                                        |                    |                    | | |                                                                 |
| 29                 | Trường THPT Trực Ninh                            | Khu phố Bắc Lương, thị trấn Cát Thành, huyện Trực Ninh                                 | 1965               | Công lập           | Trường còn được gọi là Trường THPT Trực Ninh A để phân biệt với trường THPT Trực Ninh B thành lập sau này. | - Huân chương Lao động hạng Nhì (2002) - Bằng khen của Thủ tướng chính phủ (1995, 2015) | TNA - Link Lưu trữ ngày 19 tháng 1 năm 2022 tại Wayback Machine |
| 30                 | Trường THPT Trực Ninh B                          | Xã Trực Thái, huyện Trực Ninh                                                          | 1977               | Công lập           | | - Danh hiệu "Tập thể lao động tiên tiến" (2021) | TNB - Link Lưu trữ ngày 19 tháng 1 năm 2022 tại Wayback Machine |
| 31                 | Trường Trung học phổ thông Nguyễn Trãi, Nam Định | Xã Trực Hưng, huyện Trực Ninh                                                          | 1982               | Công lập           | Được tách ra từ trường THPT Trực Ninh vào năm 1982, với tên gọi ban đầu là Trường THPT Hà Nam Ninh B. | Chưa có thông tin |                                                                 |
| 32                 | Trường THPT Lê Quý Đôn                           | Khu 7, thị trấn Cổ Lễ, huyện Nam Trực                                                  | 1999               | Công lập           | Được thành lập trên cơ sở phân hiệu 2 của trường THPT Trực Ninh | - Bằng khen của Bộ GD&ĐT (2016, 2018) - Cờ thi đua của UBND tỉnh Nam Định (2017, 2019) - Danh hiệu "Tập thể lao động xuất sắc" 3 năm liên tiếp                                                                           | LQĐ - Link Lưu trữ ngày 19 tháng 1 năm 2022 tại Wayback Machine |
| 33                 | Trường THPT Đoàn Kết                             | Khu Vọng Doanh, thị trấn Cổ Lễ, huyện Trực Ninh                                        | 2006               | Tư thục            | | Chưa có thông tin | ĐK - Link Lưu trữ ngày 19 tháng 1 năm 2022 tại Wayback Machine  |
| Huyện Nghĩa Hưng   |                                                  |                                                                                        |                    |                    | | |                                                                 |
| 34                 | Trường THPT Nghĩa Hưng A                         | Đường Thống Nhất, thị trấn Liễu Đề, huyện Nghĩa Hưng                                   | 1961               | Công lập           | | - Huân chương Lao động hạng Ba - Huân chương Độc lập hạng Ba - Cờ thi đua của Thủ tướng chính phủ | NHA - Link Lưu trữ ngày 20 tháng 1 năm 2022 tại Wayback Machine |
| 35                 | Trường THPT Nghĩa Hưng B                         | Đội 1, xã Nghĩa Tân, huyện Nghĩa Hưng                                                  | 1971               | Công lập           | | - Huân chương Lao động hạng Ba (1997, 2001) - Bằng khen của Bộ GD&ĐT (2004) - Danh hiệu "Tập thể lao động xuất sắc" của UBND tỉnh Nam Định (2015)                                                                        | NHB - Link Lưu trữ ngày 20 tháng 1 năm 2022 tại Wayback Machine |
| 36                 | Trường THPT Nghĩa Hưng C                         | Khu phố 10, thị trấn Rạng Đông, huyện Nghĩa Hưng                                       | 1978               | Công lập           | Khi mới thành lập, trường có tên là Trường PTTH vừa học vừa làm Rạng Đông. Đầu những năm 1990, sáp nhập thêm trường THCS Rạng Đông thành Trường cấp II-III Rạng Đông. Đến năm 1996 trường chính thức tách ra như ngày nay.                                                                                | - Bằng khen của Thủ tướng chính phủ (2006) - Bằng khen của Bộ GD&ĐT (2015) - Danh hiệu "Tập thể lao động xuất sắc" (2015)                                                                                                | NHC - Link Lưu trữ ngày 20 tháng 1 năm 2022 tại Wayback Machine |
| 37                 | Trường THPT Nghĩa Minh                           | Thôn Thượng Kỳ, xã Nghĩa Minh, huyện Nghĩa Hưng                                        | 2010               | Công lập           | | Chưa có thông tin | NM - Link Lưu trữ ngày 20 tháng 1 năm 2022 tại Wayback Machine  |
| 38                 | Trường THPT Trần Nhân Tông                       | Xã Nghĩa Phong, huyện Nghĩa Hưng                                                       | 2007               | Công lập           | Được thành lập trên cơ sở phân hiệu của trường THPT Nghĩa Hưng B. | - Danh hiệu "Tập thể lao động tiên tiến" | TNT - Link Lưu trữ ngày 20 tháng 1 năm 2022 tại Wayback Machine |
| Huyện Hải Hậu      |                                                  |                                                                                        |                    |                    | | |                                                                 |
| 39                 | Trường THPT A Hải Hậu                            | Khu phố 6, thị trấn Yên Định, huyện Hải Hậu                                            | 1960               | Công lập           | Là một trong những trường THPT đầu tiên của tỉnh Nam Định và là trường thứ 12 của cả nước được Bộ GD&ĐT công nhận Trường THPT đạt Chuẩn Quốc gia. Có quy mô giáo viên và học sinh lớn thứ 2 toàn tỉnh. Đây cũng là ngôi trường mà Nhà giáo ưu tú Nguyễn Ngọc Ký từng theo học.                            | - Huân chương Lao động hạng Nhất (2000) - Huân chương Độc lập hạng Nhì (2005) - Danh hiệu "Anh hùng lao động" (2010) - Cờ thi đua xuất sắc của Tổng LĐLĐ Việt Nam (1993, 2003)                                           | AHH - Link Lưu trữ ngày 20 tháng 1 năm 2022 tại Wayback Machine |
| 40                 | Trường THPT B Hải Hậu                            | Đội 5, xã Hải Phú, huyện Hải Hậu                                                       | 1968               | Công lập           | Được thành lập trên cơ sở chia tách từ trường cấp III Hải Hậu, với tên ban đầu là Trường cấp III B Hải Hậu. | - Huân chương Lao động hạng Ba (2018) - Cờ thi đua xuất sắc của Tổng LĐLĐ Việt Nam (2017) - Bằng khen của Thủ tướng chính phủ                                                                                            | BHH - Link Lưu trữ ngày 20 tháng 1 năm 2022 tại Wayback Machine |
| 41                 | Trường THPT C Hải Hậu                            | Khu phố Nam Thịnh, thị trấn Cồn, huyện Hải Hậu                                         | 1998               | Công lập           | | - Bằng khen của Bộ GD&ĐT (2017, 2018) - Danh hiệu "Tập thể lao động xuất sắc" (2015) | CHH - Link Lưu trữ ngày 21 tháng 1 năm 2022 tại Wayback Machine |
| 42                 | Trường THPT Thịnh Long                           | Tổ dân phố 18, thị trấn Thịnh Long, huyện Hải Hậu                                      | 2001               | Công lập           | | Chưa có thông tin | TL - Link Lưu trữ ngày 21 tháng 1 năm 2022 tại Wayback Machine  |
| 43                 | Trường THPT Tô Hiến Thành                        | Khu phố 2, thị trấn Yên Định, huyện Hải Hậu                                            | 1994               | Tư thục            | Tiền thân là Trường THPT Dân lập Hải Hậu, đến năm 2012 đổi sang hình thức tư thục theo quyết định 264/ QĐ- UBND của UBND Tỉnh Nam Định. | - Bằng khen của Bộ GD&ĐT (2015) - Danh hiệu "Tập thể lao động xuất sắc" | THT - Link Lưu trữ ngày 21 tháng 1 năm 2022 tại Wayback Machine |
| 44                 | Trường THPT An Phúc                              | Xóm 3B, xã Hải Phong, huyện Hải Hậu                                                    | 2007               | Công lập           | Được thành lập trên cơ sở phân hiệu 2 của trường THPT B Hải Hậu. | Chưa có thông tin | AP - Link Lưu trữ ngày 21 tháng 1 năm 2022 tại Wayback Machine  |
| 45                 | Trường THPT Trần Quốc Tuấn                       | Xóm 9, xã Hải Hà, huyện Hải Hậu                                                        | 2006               | Công lập           | | Chưa có thông tin | TQT - Link Lưu trữ ngày 21 tháng 1 năm 2022 tại Wayback Machine |
| 46                 | Trường THPT Vũ Văn Hiếu                          | Xóm 10, xã Hải Anh, huyện Hải Hậu                                                      | 2009               | Công lập           | | Chưa có thông tin | VVH - Link Lưu trữ ngày 21 tháng 1 năm 2022 tại Wayback Machine |
| Huyện Xuân Trường  |                                                  |                                                                                        |                    |                    | | |                                                                 |
| 46                 | Trường THPT Xuân Trường                          | Xóm Ngọc Tiên, xã Xuân Hồng, huyện Xuân Trường                                         | 1961               | Công lập           | Tiền thân là trường liên cấp II-III Xuân Trường , được đóng trên mảnh đất quê hương của cố tổng bí thư, chủ tịch nước Trường Chinh. | - Huân chương Lao động hạng Nhất (2011) | XT - Link Lưu trữ ngày 12 tháng 2 năm 2022 tại Wayback Machine  |
| 47                 | Trường THPT Xuân Trường B                        | Tổ dân phố 18, thị trấn Xuân Trường, huyện Xuân Trường                                 | 1982               | Công lập           | Tiền thân là trường PTTH Xuân Vinh, đến năm 1986 trường được đổi tên thành Trường PTTH Xuân Thủy B. Năm 1997, khi huyện Xuân Trường được tái lập, trường mang tên THPT Xuân Trường B như ngày nay. | - Bằng khen của Thủ tướng chính phủ (2002) - Bằng khen của Bộ GD&ĐT (1995, 2006, 2007, 2009) | XTB - Link Lưu trữ ngày 12 tháng 2 năm 2022 tại Wayback Machine |
| 48                 | Trường THPT Xuân Trường C                        | Xóm 3, Xã Xuân Đài, huyện Xuân Trường                                                  | 2002               | Công lập           | | - Danh hiệu "Tập thể lao động xuất sắc" của UBND tỉnh Nam Định (2016, 2018) - Bằng khen của UBND tỉnh Nam Định (2015) | XTC - Link Lưu trữ ngày 14 tháng 2 năm 2022 tại Wayback Machine |
| 49                 | Trường THPT Nguyễn Trường Thúy                   | Xã Thọ Nghiệp, huyện Xuân Trường                                                       | 2007               | Công lập           | Được thành lập trên cơ sở tách ra từ phân hiệu 2 của Trường THPT Xuân Trường B. | - Danh hiệu "Tập thể lao động tiên tiến" | NTT - Link Lưu trữ ngày 12 tháng 2 năm 2022 tại Wayback Machine |
| 50                 | Trường THPT Cao Phong                            | Xã Xuân Thượng, huyện Xuân Trường                                                      |                    | Tư thục            | Tiền thân là trường THPT Dân lập Xuân Trường, được chuyển đổi loại hình từ năm 2011. Trường mang tên bút danh của AHLĐ Vũ Khiêu. | Chưa có thông tin |                                                                 |
| Huyện Giao Thủy    |                                                  |                                                                                        |                    |                    | | |                                                                 |
| 51                 | Trường THPT Giao Thủy                            | Khu 4, thị trấn Ngô Đồng, huyện Giao Thủy                                              | 1965               | Công lập           | | - Huân chương Lao động hạng Nhất (2000) - Cờ thi đua và bằng khen của Thủ tướng chính phủ - Bằng khen của Bộ GD&ĐT | GT - Link Lưu trữ ngày 13 tháng 2 năm 2022 tại Wayback Machine  |
| 52                 | Trường THPT Giao Thủy B                          | Xã Giao Yến, huyện Giao Thủy                                                           | 1973               | Công lập           | | Chưa có thông tin | GTB - Link Lưu trữ ngày 13 tháng 2 năm 2022 tại Wayback Machine |
| 53                 | Trường THPT Giao Thủy C                          | Xã Hồng Thuận, huyện Giao Thủy                                                         |                    | Công lập           | | Chưa có thông tin | GTC - Link Lưu trữ ngày 13 tháng 2 năm 2022 tại Wayback Machine |
| 54                 | Trường THPT Thiên Trường                         | Xóm 14, xã Hoành Sơn, huyện Giao Thủy                                                  |                    | Công lập           | | Chưa có thông tin | TT - Link Lưu trữ ngày 18 tháng 2 năm 2022 tại Wayback Machine  |
| 55                 | Trường THPT Quất Lâm                             | Tổ dân phố Lâm Sơn, thị trấn Quất Lâm, huyện Giao Thủy                                 | 2007               | Công lập           | | Chưa có thông tin | QL - Link Lưu trữ ngày 18 tháng 2 năm 2022 tại Wayback Machine  |